# Shōta Imai
Shōta Imai (japanisch 今井 昌太 Imai Shōta; * 16. Juli 1984 in der Präfektur Nagano) ist ein ehemaliger japanischer Fußballspieler.

## Karriere
Imai erlernte das Fußballspielen in der Schulmannschaft der Toko Gakuen High School und der Universitätsmannschaft der Biwako Seikei Sport College. Seinen ersten Vertrag unterschrieb er 2007 bei Matsumoto Yamaga FC. Am Ende der Saison 2009 stieg der Verein in die Japan Football League auf. Am Ende der Saison 2011 stieg der Verein in die J2 League auf. Im August 2012 wechselte er zum Drittligisten Blaublitz Akita. 2013 wechselte er zum Ligakonkurrenten MIO Biwako Shiga. 2014 wechselte er zum Drittligisten Blaublitz Akita. 2015 wechselte er zu Saurcos Fukui. Ende 2017 beendete er seine Karriere als Fußballspieler.